# آزادراه ام۲ (بریتانیا)

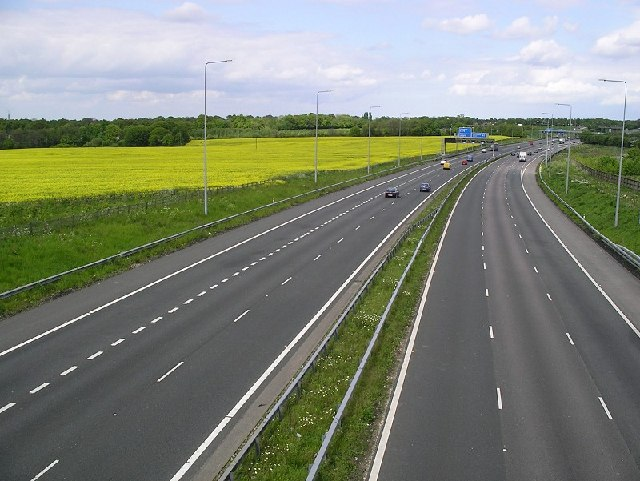

آزادراه‌ ام۲ یک آزادراه در شهرستان کنت در کشور انگلستان است.
این آزادراه ۴۱.۴ کیلومتر (۲۷.۷ مایل) مسافت دارد و از شهرهای مهمی مانند میدنستون عبور میکند.